# Göntér Gábor
Göntér Endre Gábor (Csömödér, 1860. május 28. – Tata, 1940. október 25.), tanító, író, publicista.

## Élete
Göntér Endre Gábor egyszerű földműves szülők gyermekeként született a Zala vármegyei Csömödér községben. Elemi iskoláit a közeli Pákán végezte, majd Alsólendván (ma: Lendava, Szlovénia) került a polgári iskolába. Ennek négy osztályát elvégezve 1877-ben állami tandíjsegéllyel felvették a budapesti tanítóképzőbe. Az első osztályt itt végezte el, a másodikat már nevelősködés és tanítás közben Znióváralján (ma Kláštor pod Znievom, Szlovákia) végezte.
1879-től előbb Pördeföldén dolgozott nevelőként, majd Kerkaszentmiklóson (ma Tornyiszentmiklós része) osztálytanítóként dolgozott az elemi népiskolában. 1880-ban a kisszigeti római katolikus felső népiskola tanítójává nevezték ki. Itt magánúton készült a tanképesítő vizsgára, amelyet 1882-ben Znióváralján tett le, és november elejétől Náprádfán (ma Gutorfölde része) lett osztálytanító. 1882-ben megnősült, feleségül vette a pákai tanítónak, Öveges Antalnak (1835–1894) és Szeidler Klárának (1841–1901) leányát, Öveges Irmát (1861–1927).
1881–85 között a Zala vármegyei általános tanítói testület novai járáskörének jegyzője volt. 1885-ben e szervezet képviselőjeként küldték ki az Országos Kiállítás tanulmányozására, és az Országos Egyetemes Tanítógyűlésre is. A Zalai Tanügy c. szaklapnak már 1880-tól rendes munkatársaként működött.

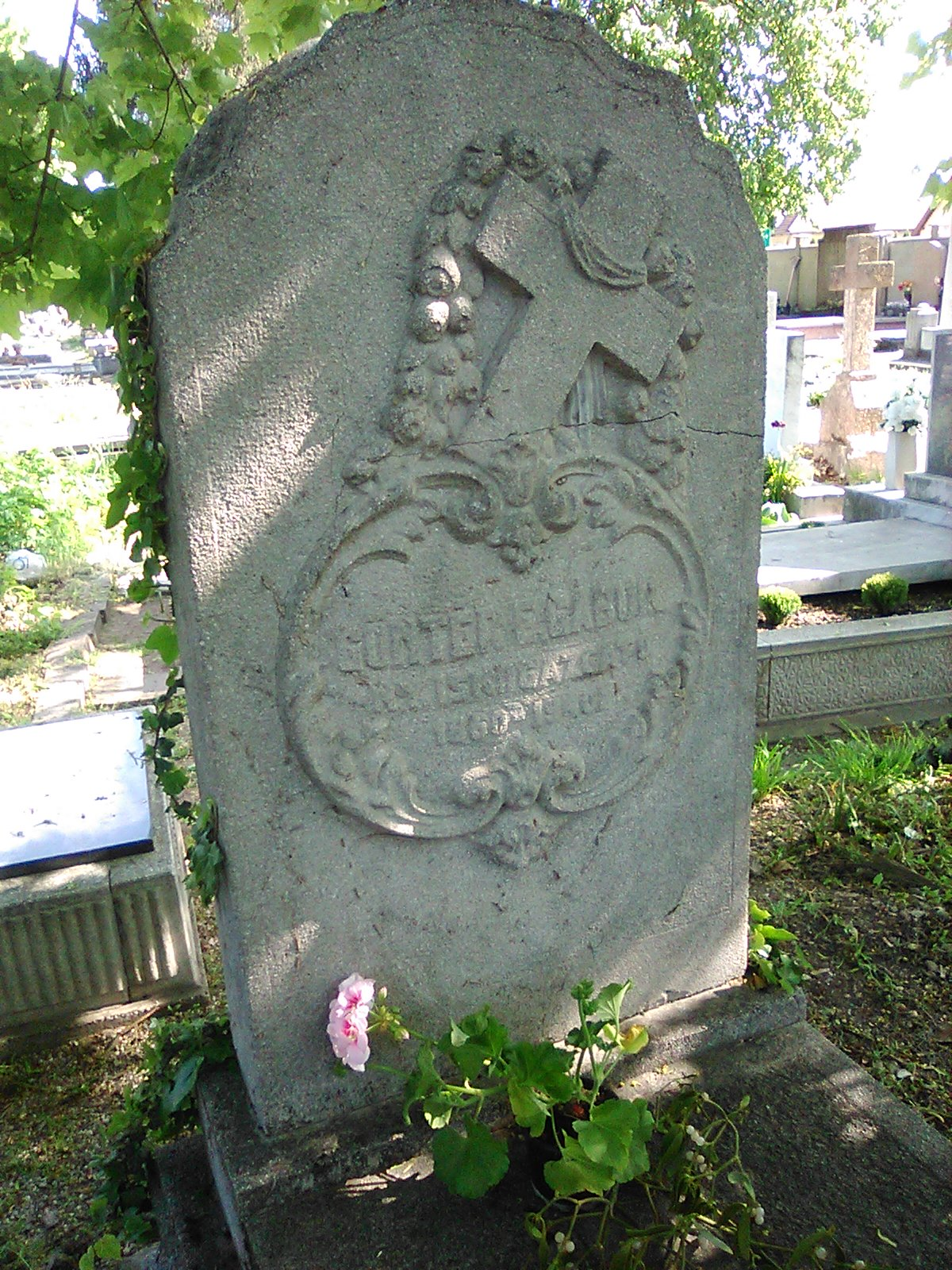
Sírja Tatán, az Almási úti temetőben

1895-ben Kassára nevezték ki tanítónak, majd 1912-ben igazgató-tanítónak. 1920-ban, amikor a Felvidéket a trianoni békeszerződés értelmében Csehszlovákiához csatolták, Tapolcára került tanítónak. Felesége, Öveges Irma elvált és hazaköltözött Pákára, itt hunyt el 1927-ben. Göntér E. Gábort 1922-ben nyugdíjazták, Győrbe, majd Tatára költözött. 1940-ben hunyt el, Tatán temették el. Írásai a Zalai Tanügy, a Néptanoda, a Tanító barát című szaklapokban jelentek meg. Fennmaradt forrásértékű naplója is.

## Művei
A Zalai Tanügy-ben megjelent nevezetesebb cikkei:
- A néptanító és a babona, 1881.
- A nyelvérzék a magyar nyelv és nyelvtan tanításának szolgálatában, 1882-85.
- Egy falusi gazda levelei, 1882-85.
- Czéltévesztett szemléltető eszközök, 1882-85. (stb).

## Álnevei és kézjegyei
- Göndör András,
- Endrefi,
- G-r A-s.

## Külső hivatkozások
- http://zalai.dfmk.hu/zalaiak?p=344 Zalai életrajzi kislexikon. Deák Ferenc Megyei Könyvtár honlapja, Zalaegerszeg)
- https://web.archive.org/web/20070228234857/http://www.tersegfejlesztes.hu/lenti_kisterseg/hires_emberek Lenti kistérség honlapja: Híres helyiek életrajza.